# 德尼莎·赫拉德科娃
德尼莎·赫拉德科娃（捷克語：Denisa Chládková，1979年2月8日—），出生於捷克布拉格，是捷克網球運動員。
赫拉德科娃生涯並沒有奪得任何一個WTA單打冠軍，不過她曾在1997年溫布頓網球錦標賽曾有令人難忘的表現，她在該賽事曾經打進八強，晉級過程中曾力挫後來在1999年溫布頓網球錦標冠軍得主林賽·達文波特，後來在八強中敗給最終冠軍瑪蒂娜·辛吉斯。
赫拉德科娃曾在漢諾威、克諾克－海斯特、赫爾辛基打進決賽，都在決賽鎩羽而歸。
赫拉德科娃曾在2003年排名回升到31位，在澳網打進第四輪。
赫拉德科娃的職業生涯獎金1,343,285美元，曾經擊敗林賽·達文波特、芭芭拉·施捷特、安克·胡貝爾、昌達·魯賓、西爾維亞·法妮娜·艾利亞、撻瑪茵·塔娜蘇甘、瑪格達蓮娜·馬列娃。

## 外部連結
- 官方网站 （捷克文） （英文）
- 德尼莎·赫拉德科娃的国际女子网球协会官方資料（英文）
- 德尼莎·赫拉德科娃的國際網球總會 職業／青少年 官方資料（英文）
- Fed Cup - Player profile - Denisa CHLADKOVA (CZE) （页面存档备份，存于）